# 에디 케이 토머스
에디 케이 토머스(Eddie Kaye Thomas, 1980년 10월 31일 ~ )는 미국의 배우이다.

## 출연 작품
- 블라인드 가이